# Cladosporium cyrtomii
Cladosporium cyrtomii är en svampart som beskrevs av Z.Y. Zhang, H.H. Peng & H. Zhang 1998. Cladosporium cyrtomii ingår i släktet Cladosporium och familjen Davidiellaceae.   Inga underarter finns listade i Catalogue of Life.